# Dalimens

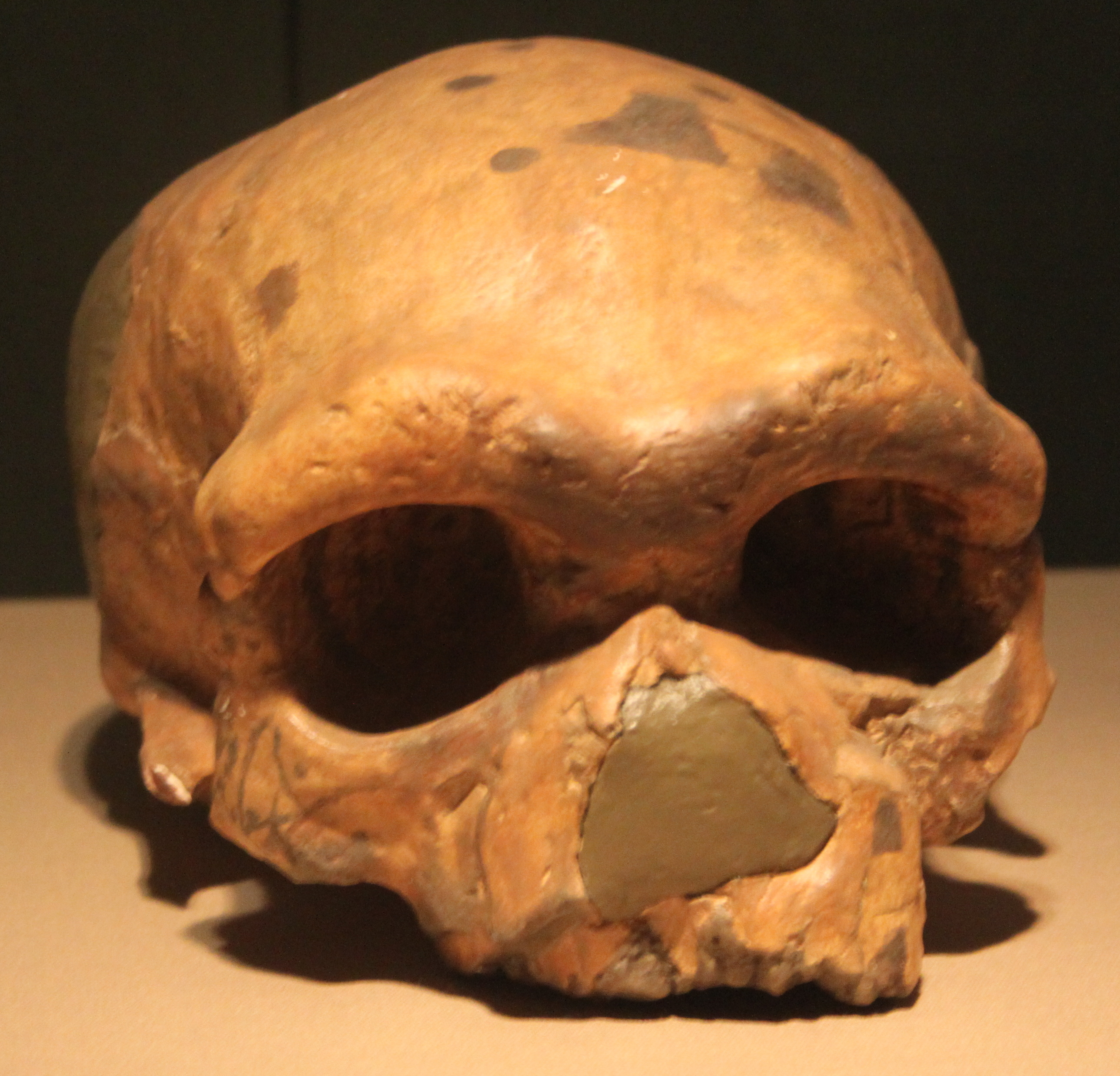
Replica van IVPP AN1369

De Dalimens (Chinees: 大荔 人) is een vertegenwoordiger van het geslacht Homo uit het Late Pleistoceen waarvan in 1978 in het arrondissement Dali van de prefectuur Weinan, provincie Shaanxi in China een fossiele schedel gevonden werd.
De classificatie binnen het geslacht Homo is onzeker. Het fossiel wordt beschouwd als de meest complete schedel van die periode gevonden in China.

## Vondst en naamgeving
In maart 1978 werd in Dali een schedel gevonden. Het specimen kreeg het inventarisnummer IVPP AN1369. De vondst werd in eerste instantie door Wu Xinzhi benoemd als een Homo sapiens daliensis maar daar kwam deze al snel van terug, hem aanduidend als een archaïsche Homo sapiens. In 2016 benoemde Giorgio Manzi hem als een Homo heidelbergensis daliensis. In 2006 werd door Dennis Etler voorgesteld er een volle soort van te maken: Homo daliensis. IVPP AN1369 is dan het holotype van die soort. Dit werd in 2021 weer relevant toen de complexe relatie met Homo longi bepaald moest worden.

## Datering
Radiometrische datering van tanden van oerossen van de vindplaats gaven een datum van 209.000 ± 23.000 jaar. De relatie tussen de hominidenschedel en de ossetanden is echter onzeker.

## Kenmerken
De Dali-schedel heeft een mix van eigenschappen die zowel aan Homo erectus als aan Homo sapiens doen denken. De details van het gezicht en schedel zijn echter verschillend van de neanderthaler en eerdere Europese mensachtigen als de vondsten uit Petralona en Atapuerca, welke tegenwoordig meest beschouwd worden als vertegenwoordigers van Homo heidelbergensis

### Hersenschedel
De schedel is laag en lang. Het achterste deel van de schedel is afgerond, in tegenstelling tot de brede basis van H. erectus of de brede bovenkant van de moderne mens. Het bezit een prominente schedelkam, zoals aanwezig bij H. erectus, maar niet of nauwelijks bij de moderne mens.
De hersenen bevinden zich hoofdzakelijk achter het gezicht, waardoor hij een extreem laag voorhoofd bezit. De schedelcapaciteit is ongeveer 1.120 cc, aan het ondereinde van de moderne mens en het boveneinde van H. erectus, en vergelijkbaar met dat van H. heidelbergensis.
Aan het achterhoofd ontbreekt de zware nekspieraanhechting van H. erectus. In tegenstelling tot de karakteristieke buisvorm bij H. erectus is de pars tympanica van het slaapbeen dun en verkort, vergelijkbaar met dat van de moderne mens. De Dali-schedel mist tevens de "geknepen" of ingesnoerde vorm tussen het gezicht en het neurocranium van de Homo erectus-schedels.

### Aangezichtsschedel
Het gezicht wordt bekroond door een massieve wenkbrauwboog (torus supraorbitalis). Deze vertoont een boogvorm boven elk oog, anders dan de rechte vorm zoals bij bv. de Pekingmens en meer gelijkend op die van archaïsche mensvormen in Europa en Afrika. De jukbeenderen zijn fijngebouwd en het neusbeen afgevlakt, eveneens een opvallende combinatie van eigenschappen. 
Tijdens de fossilisatie is de bovenkaak gebroken en omhoog geduwd, waardoor de schedel een zeer kort gezicht vertoont. Bij een juiste reconstructie zou het waarschijnlijk vergelijkbaar zijn met dat van de Jinniushan-mens.

## Vergelijkbare vondsten
Een aantal primitieve Homo-schedels is mogelijk verwant aan de Dali-vondst. De Mabamens, een 120.000-140.000 jaar oude fragmentarische schedel uit Guangdong vertoont dezelfde algemene vormen van het voorhoofd. De Jinniushan-mens, een vrouwelijk gedeeltelijk skelet en schedel uit Jinniushan lijkt tot dezelfde groep te behoren, gekenmerkt door een zeer robuust schedeldak maar minder robuste schedelbasis. Een eventueel vierde lid zou de Narmadamens uit Madhya Pradesh in India kunnen zijn, waarvan een robuuste hersenschedel gevonden is.
De Denisovamens, vertegenwoordigd door een zeer robuust vingerkootje gevonden in de Altaj in Zuid-Siberië wordt vaak genoemd als waarschijnlijk gerelateerd aan de Dalimensen. DNA-onderzoek toont dat het bot tot een vrouw behoorde, wiens mitochondriaal DNA te herleiden is tot een zeer vroege aftakking in het menselijke genoom van ongeveer 1 miljoen jaar terug, hetgeen een relatie met H. erectus suggereert. De analyse van het kern-DNA wijst echter naar een verre relatie met de neanderthaler, hetgeen naar een afstamming van de vroege heidelbergmens wijst.

## Interpretatie
Er is veel discussie geweest over hoe het fossiel binnen Homo te classificeren is.
Sommige antropologen beschouwen het als een regionale variant van Homo heidelbergensis, terwijl anderen het als een vroege vertegenwoordiger van Homo sapiens zien.
Met name veel zien de kenmerken van de Dali-schedel en andere soortgelijke Chinese fossielen uit die tijd als bewijs voor een genetische continuïteit met de moderne H. sapiens in China: kenmerken ervan worden vaak aangetroffen in de moderne Chinese bevolking. Er wordt door Chinese antropologen vaak beweerd dat de moderne Chinezen niet in Afrika geëvolueerd zijn, maar in China uit een aparte lijn van H. erectus.
Deze positie is in overeenstemming met de multiregionale hypothese van de menselijke evolutie, die stelt dat de verschillende bevolkingsgroepen over de hele Aarde met de huidige raciale kenmerken zich plaatselijk evolueerden, en is in strijd met de populaire enkele-oorspronghypothese, die beweert dat de moderne H. sapiens uitsluitend in Afrika evolueerde en zich tijdens een relatief recente uittocht over de planeet verspreidde.